# Рокитянский, Алексей Анисимович
Алексей Анисимович Рокитянский (28 февраля 1922 — 4 августа 1998) — подполковник Советской Армии, участник Великой Отечественной войны, Герой Советского Союза (1945).

## Биография

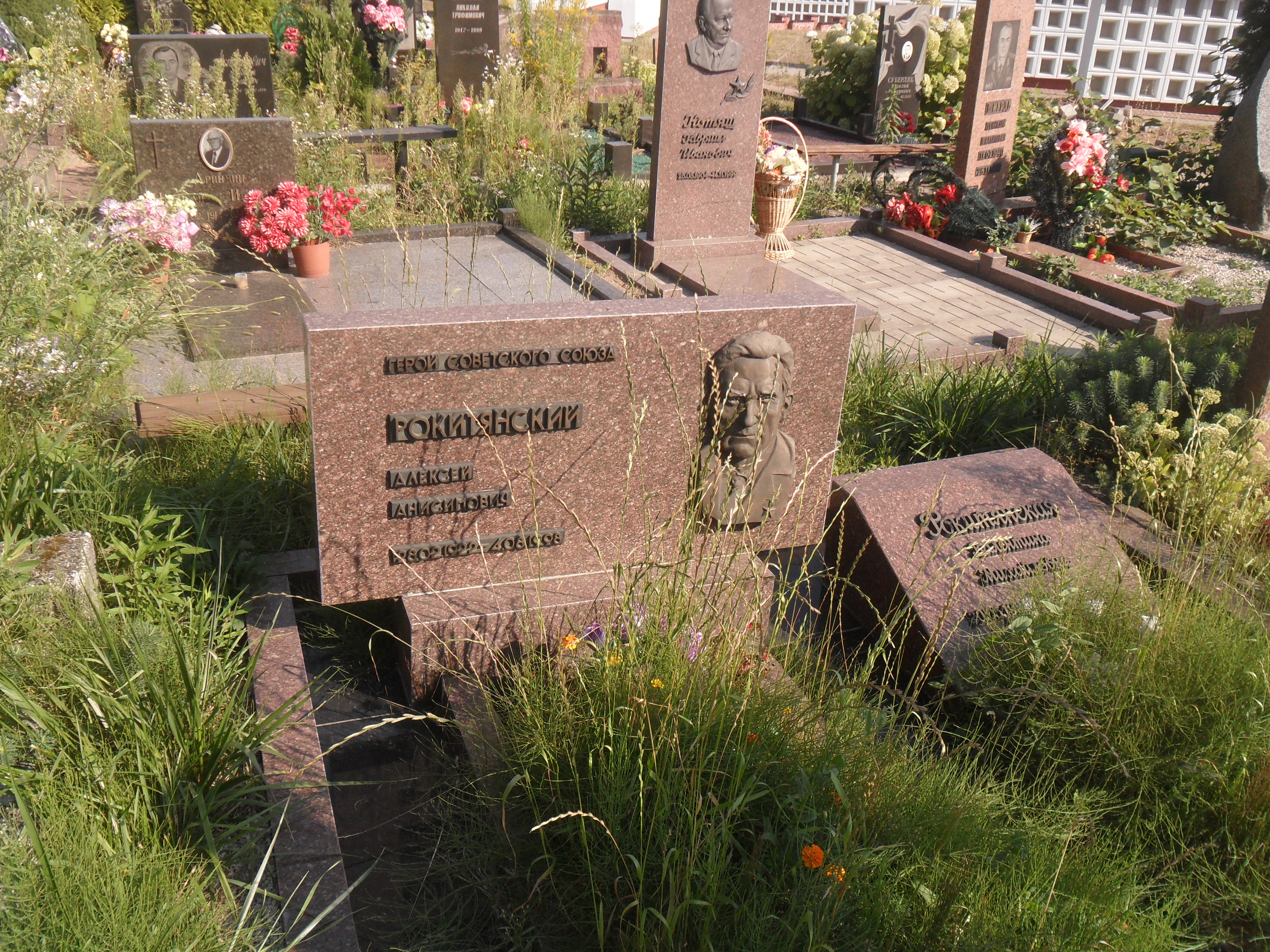
Могила Рокитянского на Восточном кладбище Минска.

Алексей Рокитянский родился 28 февраля 1922 года в селе Поповка (ныне — Зеньковский район Полтавской области Украины). После окончания средней школы работал счетоводом. В 1941 году Рокитянский был призван на службу в Рабоче-крестьянскую Красную Армию. В 1942 году он окончил Харьковское артиллерийское училище. С сентября того же года — на фронтах Великой Отечественной войны. В боях был ранен.
К июлю 1944 года гвардии лейтенант Алексей Рокитянский командовал взводом 2-го гвардейского истребительно-противотанкового артиллерийского полка 16-й гвардейской истребительно-противотанковой артиллерийской бригады 5-й армии 3-го Белорусского фронта. Отличился во время освобождения Литовской ССР. 17 июля 1944 года Рокитянский во главе штурмовой группы переправился через Неман и захватил плацдарм на его западном берегу. после чего удерживал его до переправы основных сил. 18 июля 1944 года в критический момент отражения немецкой контратаки Рокитянский поднял своих товарищей в атаку, отбросив противника и уничтожив 1 офицера и 2 солдат противника.
Указом Президиума Верховного Совета СССР от 24 марта 1945 года за «мужество и героизм, проявленные при форсировании Немана и удержании плацдарма на его западном берегу» гвардии лейтенант Алексей Рокитянский был удостоен высокого звания Героя Советского Союза с вручением ордена Ленина и медали «Золотая Звезда» за номером 6344.
После окончания войны Рокитянский продолжил службу в Советской Армии. В 1959 году в звании подполковника он был уволен в запас. Проживал и работал в Минске. Скончался 4 августа 1998 года, похоронен на Восточном кладбище Минска.
Был также награждён двумя орденами Отечественной войны 1-й степени и четырьмя орденами Красной Звезды, рядом медалей.